# Gal Oppido

## Biografia
Em 1975 formou-se arquiteto pela Faculdade de Arquitetura e Urbanismo da Universidade de São Paulo. Em 1976, iniciou seu trabalho com fotografias relacionadas ao desenho. Entre 1979 e 1990 foi professor de linguagem visual na Universidade Católica de Campinas.
Atua desde os anos 70 como baterista no Grupo Rumo, banda integrante do movimento Vanguarda Paulista.
Desde o início dos anos 90 trabalha como fotógrafo independente. Atua nas áreas de artes cênicas, arquitetura, editorial, publicidade e desenvolve trabalhos de expressão corporal em fotografia. 
Desde 2001 ministra cursos de fotografia no Museu de Arte Moderna de São Paulo.
Realizou em 2011, entre outras, as exposições Antífona, no Museu Afro Brasil e São Paulo Mon Amour, na Maison des Métallos, em Paris.
Docente da disciplina de Linguagem Visual na Faculdade de Arquitetura da Universidade Católica de Campinas, 1979-1990.
Fotógrafo do Teatro Municipal e do Balé da Cidade de São Paulo, 1989-1993.
Fotógrafo colaborador da Vogue Brasil, 1990-2000.
Coordenadorda comissão de avaliação do cartaz da 32a edição do Prêmio de Design do Museu da Casa Brasileira, 2018

## Publicações Individuais
- Dos degraus à história da cidade: São Paulo ImagemData, 1998
- São Paulo 2000: São Paulo ImagemData, 1999 livro
- Identicidade: São Paulo, 2019 livro
- Intoxicações poéticas da carne: São Paulo, 2020
- Pequeno dicionário erótico ilustrado japonês -português-japonês: São Paulo, 2020
- Caligrafias sensitivas: São Paulo, 2021

## Publicações Coletivas
- Coleção Pirelli-MASP, 1992
- Canto a La Realidad- Fotografia Latino Americana 1860 -1993, 1993
- Brasilianische Fotgorafie, 1946-1998
- Mapas Abiertos 1991-2002 - Fotografia Latino Americana, 2002
- Fotografia no Brasil, Um Olhar das Origens ao Contemporâneo, 2004
- Ordenação e Vertigem, 2004
- The Art Book Brasil - 10 fotógrafos", 2009
- Útero do Mundo, MAM SP, 2016

## Prêmios com Fotografia
- Prêmio APCA (Associação Paulista de Críticos de Arte) 1991 pelo conjunto da obra fotográfica.
- Prêmio “Best of Category 2001 - Printing Industries of America” pelo projeto gráfico e fotografias do portfólio da Editora Gráfica TAKANO, Chicago, EUA.
- Prêmio APCA de melhor exposição do ano em 2016

## Prêmios com o grupo Rumo
- Prêmio APCA (Associação Paulista de Críticos de Arte) por melhor grupo vocal em 1981.
- Prêmio APCA (Associação Paulista de Críticos de Arte) por melhor grupo instrumental em 1981.
- Prêmio Sharp por melhor disco infantil em 1988.
- Prêmio Sharp por melhor canção infantil em 1988.
- Prêmio Sharp por melhor grupo do ano em 1992.

## Exposições
- 1982 POSES PAULISTANAS, Pinacoteca do Estado de São Paulo.
- 1983 CIRCULANDO O CIRCO, Museu da Imagem e do Som - MIS , SP
- 1987 FUNDO FINITO Galeria Fotóptica, São Paulo.
- 1986 THE CITY OF SÃO PAULO CAPTURED BY 23 PHOTOGRAPHERS, Washington D.C.
- 1986 FOTOGRAFIA BRASILEIRA - Zoom Magazine, Canon Gallery, Amsterdã.
- 1989 ABSURDOS, 20ª. Bienal Internacional de São Paulo, Fundação Bienal
- 1989 VESTES, Museu da Imagem e do Som de São Paulo.
- 1990 IMAGENS DE SÃO PAULO, Galeria Citybank, São Paulo.
- 1991 22o REENCONTRE INTERNACIONALE DE LA PHOTOGRAFIE, Arles,França.
- 1991 COLEÇÃO MASP PIRELLI DE FOTOGRAFIA, Museu de Arte de São Paulo.
- 1995 DAS, Equitable Theater, Nova Iorque.
- 1995 TAXIDERMIA, Funarte, Rio de Janeiro.
- 1996 ANTI MITOS URBANOS, Museu de Arte Contemporânea da Universidade de São Paulo.
- 1998 O ÍNDIO OCULTO NA TABA URBANA, Instituto Cultural Itaú, SP
- 1999/2000 BRASILIANISCHE FOTOGRAFIE 1946-1998, Kunst Museum, Alemanha
- 2002 VISÕES E ALUMBRAMENTOS, Pavilhão OCA – Ibirapuera
- 2003 ORDENAÇÃO E VERTIGEM, Centro Cultural Banco do Brasi
- 2003 PRATA SOBRE PELE SOBRE PRATA, Pinacoteca, São Paulo
- 2007 ALEGORIAS BÍBLICAS, Galeria Oeste, São Paulo
- 2009 SÃO PAULO MON AMOUR, Maison de Mettalos, Paris
- 2011 ANTÍFONA, Museu Afro-Brasil, São Paulo
- 2016 SENTIDOS DA PELE, Galeria Lume, SP
- 2016 ENCONTRO NA GARAGEM, Espaço Cultural Bunkyo, SP
- 2016 ÚTERO DO MUNDO, MAM SP
- 2017 BIENAL DE GAIA, Portugal.
- 2018 CORPO POLÍTICO, Espaço Cultural Maus Hábitos, Portugal
- 2020 SHUNGA: Serenos & Ofegantes, Galeria Lume

## Trabalhos em vídeo
- Curta-metragem Vitreo, parte da exposição Sentidos da Pele, premiada pela APCA em 2016
- Selecionado na shortlist do festival internacional Movecinearte 2017 com o curta-metragem Poros e Eros
- Vídeo-cenários para o cantor e compositor Zeca Baleiro
- “The Story of The Little Girl Who Loved Butterflies” desenhos e câmera auxiliar Gal Oppido / direção Paula Gelly
- Depoimento, vídeos e fotos para O Artista e a força do pensamento, melhor longa-metragem da Mostra Nacional o Sexto Santos Film Festival, Festival Internacional de Cinema de Santos

## Vida Pessoal
- Filho do pintor Giovanni Oppido